# Küsten-Salish

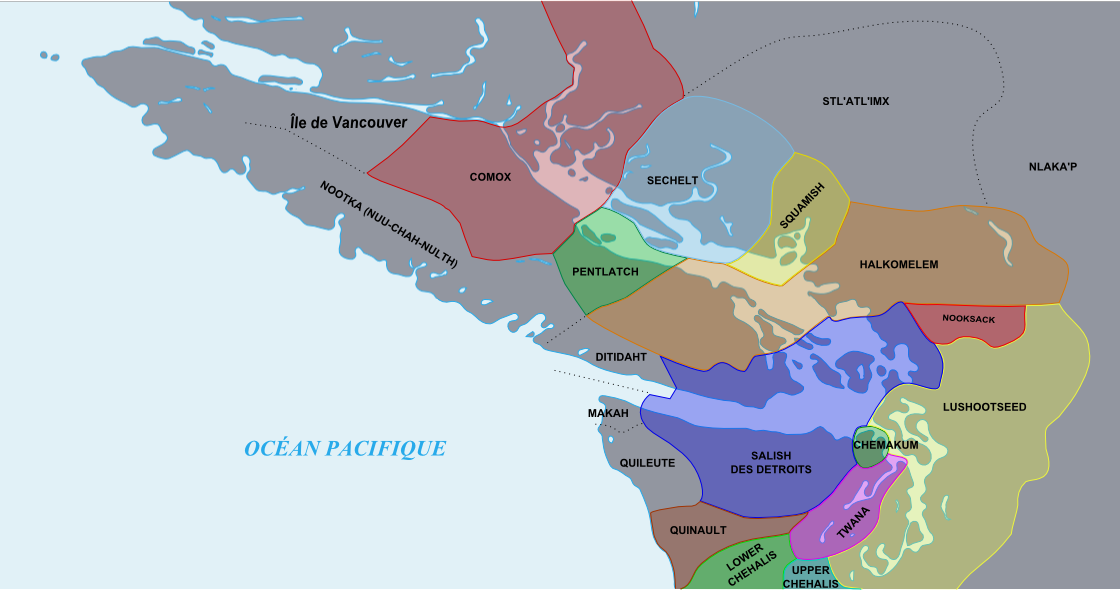
Sprachgruppen des Küsten-Salish

Als Küsten-Salish wird eine Gruppe von indianischen Ethnien bezeichnet, die an der Pazifikküste Nordamerikas in British Columbia, Washington und Oregon lebt.
Sie gehört sprachlich zur Familie des Salish und kulturell zum Areal des amerikanischen Nordwestens. Ebenfalls zur Sprachfamilie gehören die Binnen-Salish, die jedoch in küstenferneren Regionen leben. Diese sind gebirgig und trocken, und ihre traditionelle Lebensweise unterscheidet sich sehr stark von der der Küsten-Salish.  
Mehr als 21.000 registrierte Indianer zählen in Kanada zu ihnen, zu denen im Binnenland über 15.000. Ihre Zahl erholt sich derzeit recht schnell von den katastrophalen Verlusten durch Epidemien und soziale Desintegration. Die Zahl der Küsten-Salish in den USA zu ermitteln ist kaum möglich, da viele der dortigen Stämme (noch) nicht anerkannt sind.
Die größte Sprachgruppe in Kanada ist das Halkomelem, wozu die Cowichan auf Vancouver Island, die Musqueam und die Stó:lō am Fraser River zählen. Viele dieser Stämme sind aber eher Stammesverbände, deren Teilstämme oftmals wieder in eigenen Reservaten leben. So kann man allein bei den Stó:lō 19 Teilstämme unterscheiden.
Innerhalb der Küsten-Salish gibt es mehr als 50 ethnische Gruppen. Diese oftmals sehr kleinen Gruppen haben sich z. T. zu Tribal Councils zusammengeschlossen – Stammesräten, deren Zusammensetzung und Zuständigkeiten allerdings schwanken.

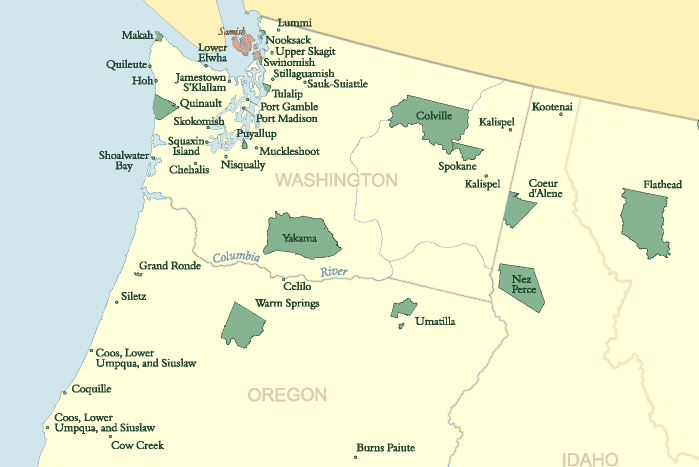
Reservate im Nordwesten der USA

Dabei gibt es einige Stämme, deren traditionelles Gebiet die Grenze zwischen Kanada und den Vereinigten Staaten überschreitet. Unter diesen sind die Arrow Lakes (Sinixt), die allerdings in Kanada nicht mehr als First Nation anerkannt sind. Sie sind als Teil der Colville Confederated Tribes in Washington bekannt. Grenzüberschreitende Territorien weisen ebenso die Sumas und die Semiahmoo auf. 

## Sprache
Die zentralen oder mittleren Küsten-Salish (Central Coast Salish), die am unteren Fraser, im Südosten von Vancouver Island und auf den San Juan und Gulf Islands leben, teilen zwar eine gemeinsame kulturelle Basis, sprechen aber vier verschiedene Sprachen. Drei dieser Sprachgruppen tragen indigene Namen, wie das Halkomelem und das Squamish oder Lushootseed. Nooksack wird nur in Washington gesprochen, ist aber bereits die anglisierte Version der eigenen Bezeichnung. Die vierte Gruppe umfasst das häufig als Northern Straits Salish bezeichnete Idiom und wird sowohl in British Columbia als auch in Washington gesprochen. Dagegen leben an der nördlichen Straße von Georgia die Pentlatch, Comox und Sechelt mit je eigenen Sprachen gleichen Namens. Eine eigene Sprachgruppe bilden schließlich die Bella Coola oder Nuxalk, wobei erstere Bezeichnung sich ursprünglich auf die Bella Coola selbst und ihre Nachbarn, die Talio, die Kimsquit und einige Kwatna bezog. Doch amalgamierten diese Gruppen an der Mündung des Bella Coola River nach 1920 zu einer ethnischen Einheit, die sich selbst als Nuxalk bezeichnet.

## Geschichte
Die Küsten-Salish lebten schon sehr früh von Lachs, der in den Flüssen überreich vorkam, und anderem Fisch, weshalb sie gelegentlich als „Fischindianer“ bezeichnet worden sind. Zum Lachs kamen Wild, Wurzeln, Rhizome und Beeren. Vor 1600 v. Chr. entwickelte sich bei einigen Gruppen eine bäuerliche Lebensweise in Großdörfern, deren Basis eine Reihe in Europa wenig bekannter Pflanzenarten darstellte. Die gemäßigten Regenwälder lieferten das Material für die häufig monumentalen Totempfähle, aber auch für Häuser, Nahrung, Kleidung und Decken. 
Ein weitläufiger Handel verband die Salish-Gruppen untereinander. Die hochseetauglichen Kanus einiger Gruppen gestatteten Handel bis nach Alaska im Norden und Kalifornien im Süden. 
Die allgemeine Bevölkerung beherrschte eine Art Adel, dazu kamen Sklaven, häufig als Kriegsgefangene oder infolge eines Raubzugs, oftmals aber auch als Geschenke oder Gaben. Der Rang eines Häuptlings wurde meist erblich, konnte jedoch aberkannt werden. 
Schon die ersten Pelzhändler und Entdecker schleppten Krankheiten ein, die zahlreiche Stämme vernichteten, wie die Pockenepidemie von 1775. 
1846 teilten die USA und Großbritannien das Oregon Country, in dessen Zentrum die Salish lebten, entlang des 49. Breitengrades und zerschnitten damit Stammesgebiete und Handelsbeziehungen. Die Einrichtung von Indianerreservaten führte in Kanada zu einer extremen Streuung der Wohngebiete, in den USA hingegen wurden nach mehreren Kriegen Stämme zusammengefasst und in große Reservate gedrängt. Zeitweise konnten die Salish in British Columbia wirtschaftlich eine wichtige Rolle übernehmen, bis sie aus wichtigen Industrien wie der Fischindustrie verdrängt wurden. 
Sowohl in Kanada als auch in den USA war die Missionierung der erste Schritt zur Assimilation. Der Zwang zur Angleichung der Lebensweise an den kanadischen Lebensstil führte bis zur Verbringung aller Kinder in internatartige Schulen, eine Politik, für die sich die kanadische Regierung 2008 entschuldigte. Während dieser Phase schrumpfte die Bevölkerung, die meisten Sprachen verschwanden und die Abwanderung in die Städte nahm so stark zu, dass die Mehrheit der Salish inzwischen dort wohnt.
Dank offenerer Grenzen und der zunehmenden Prosperität einiger Stämme, vor allem aber des wachsenden Bewusstseins der gemeinsamen kulturellen Werte, kam es zu einer Wiederbelebung der Gemeinschaft der Salish-Gruppen, wenn auch die soziale und ökonomische Entwicklung äußerst unterschiedlich verlief. Dabei bündeln Stammesverbände die Bemühungen, Souveränitätsrechte wurden inzwischen zuerkannt.
Während in den USA mehrere Jahrzehnte lang versucht wurde, das Stammesgebiet in Parzellen aufzulösen und zu privatisieren, blieb der überwiegende Teil der kanadischen Reservate bis heute im Stammesbesitz. British Columbia versucht seit 1993 diese Privatisierung vertraglich durchzusetzen, wenn auch im Tausch gegen stark vergrößerte Reservate. Seit 2008 ist unklar, ob dieser so genannte BC Treaty Process fortgesetzt wird.

## Aktuelle Situation

### Schutz des historischen Erbes
Viele Stätten des historischen Erbes stehen inzwischen unter Schutz (Heritage Conservation Act). Doch wird dieser Schutz nicht immer ernst genommen. Auf South Pender Island wurde beispielsweise 2005 der Besitzer von Luxusanlagen, Poets Cove Resort and Spa aus Calgary, verklagt und verurteilt, weil er eine 1955 entdeckte und registrierte archäologische Stätte (DeRt-004, ein Dorf und eine Begräbnisstätte aus der Zeit zwischen 3000 und 2000 v. Chr.) illegal ausgehoben und einen erheblichen Teil in Tennis- und Parkplätzen vergraben hatte. Betreiber des Verfahrens war die Hul’qumi’num Treaty Group. Dort hat man sich jedoch gütlich geeinigt, während der Streit um die größte Beerdigungsstätte in British Columbia auf dem Gebiet der Nanoose seit 1993 schwelt.
Die Stämme in den USA sind z. T. durch Ansiedlung abseits ihrer traditionellen Gebiete weniger stark mit dem Land verbunden. Dennoch haben die meisten Stämme ihr Zusammengehörigkeitsgefühl nicht verloren und bemühen sich um den Erhalt ihrer Tradition, wenn auch die Sprachen weitgehend verloren gegangen sind. Seit der Boldt Decision, der Entscheidung des Richters George H. Boldt von 1974 verfolgen sie ihre Landrechte mit gerichtlichem Nachdruck, doch arbeitet die Regierung mittels zögerlicher Anerkennung von Statusanträgen und Anerkennung von Stämmen dagegen (vgl. Duwamish). Daneben versuchen die Stämme ebenfalls ihre Fischereirechte wiederherzustellen und ihre natürlichen Ressourcen zurückzugewinnen. Dazu gehört die Renaturierung von Flussläufen, bzw. ihre Unterschutzstellung sowie der Rückbau von Staudämmen.

### Salish Sea
Immer deutlicher sehen sich die Küsten-Salish als grenzüberschreitende, zusammenhängende Gruppe, die seit 2008 ein gemeinsames Programm zur Wiederherstellung der natürlichen Umgebung und zum Schutz der verbliebenen natürlichen Ressourcen entwickelt. Dazu versammelten sich vom 27. bis zum 29. Februar 2008 zahlreiche Vertreter sowohl kanadischer als auch US-amerikanischer Salish-Stämme im Reservat der Tulalip in Washington. Sie sehen sich verantwortlich für die gesamte Küste, die von Salish-Stämmen beansprucht wird, und nennen sie folgerichtig Salish Sea.

### Medien
Eine Reihe von Newslettern existiert, dazu eine Regionalzeitung, Khatou, die seit 1982 in Sechelt produziert wird. Radioprogramme wie The Native Voice setzten bereits in den 1940er Jahren ein. In den 70ern wurde Raven das „offizielle Kommunikationsnetzwerk“ der First Nations in British Columbia. Diesen Radiosendern ist zu verdanken, dass indianische Angelegenheiten, wie die Blockade einer Eisenbahnlinie in Vancouver 1993 angekündigt und publik gemacht wurden.
Das Internet wird erst seit kurzer Zeit ernst genommen, jedoch verfügen immer mehr Stammesbüros über einen DSL-Zugang. Inzwischen bauen selbst die Stämme an einer eigenen Homepage, die bisher nur wenig davon gehalten haben.

## Traditionelles Territorium: ein Widerspruch und ein Schlüssel zum Verständnis
Der Kern der traditionellen gesellschaftlichen Beziehungen, die eine Vorstellung vom Besitzrecht an einer Region ausprägen konnten, basierte in den Salish-Gruppen auf Verwandtschaft, jährlichen Wanderungen und auf ethischen Forderungen. Gerade die Verwandtschaftslinien waren aber grundsätzlich frei von räumlichen Grenzen. So entstand ein Widerspruch zwischen den klaren, kartographisch fixierten, wenn auch mit Überlappungen ausgestatteten Grenzen zwischen den „Stämmen“. Dabei kollidieren westliche Vorstellungen von Eigentum, Wohngegend, Identität und Sprache mit Salish-Vorstellungen von Verwandtschaft, Abstammung, gemeinsamer Nutzung und zyklischen Jahreswanderungen, aber auch ökonomischer Ressourcen, wie Erntegebiete, spirituelle Vorstellungen, Vorfahren und Mythen. 
Vor dem Hintergrund der Verhandlungen zwischen den Indianern und British Columbia im Rahmen des BC Treaty Process entstanden dadurch Strategien der Anspruchsdarlegung gegenüber dem Staat, die eine allzu klare Anspruchsposition bewirkten. So besteht der Anspruch, überlappende „Grenzen“ doch möglichst bald zu klären. Zugleich wirken diese Ansprüche auf die Salish zurück, deren Vorstellungen eine solche Klärung gar nicht fordern. Grenzen sind hier grundsätzlich durchlässig, veränderlich und überlappend. 
Um eine räumliche Vorstellung zu gewinnen, müsste man sich das Land mit Nutzungszeichen übersät vorstellen, eher jedenfalls als mit Grenzmarkierungen, Zäunen oder gar Schlagbäumen. So gesehen ist jede flächige Darstellung eines Stammesgebiets, erst recht jede „Klärung“ der Grenzen zwischen den Stammesgruppen, eine Anpassung an europäisches Denken. Die Salish betrachten ihre Gebiete eher als regionale Verantwortungsbereiche, die ihnen Lebensgrundlagen, Raum für jahreszeitlich-naturbedingte Wanderungen, Nutzungsrechte und spirituelle Orte liefern. So entsteht ein Netzwerk geteilter, verwandtschaftsbasierter und eher punktueller Verantwortlichkeiten überschaubarer sozialer Gruppen.
Die ethnographische Herangehensweise an Landhaltesysteme betrachtete hingegen den Rechtsprechungsraum von Abstammungs- und Wohn-Gruppen mit engen Beziehungen und Landeigentum. Dazu gehörten aber symbolische Kontrolle durch Benennung und auf Rechte hinweisende Geschichten, durch rituelle und ökologische Kenntnisse und die Ausübung tatsächlicher Kontrolle sowie den Ausschluss anderer. Dieser Ausschluss, auch das Durchqueren bestimmter Gebiete, konnte notfalls mit Gewalt durchgesetzt werden.
Dabei ist die Abgrenzung von Kerngebieten meist noch vergleichsweise einfach. Die in einem Gebiet wohnenden Gruppen besaßen dort gemeinsames Eigentum, teilten Sprache, Dialekt oder Mundart. Bei Überschneidungen gehörte ein bestimmtes Gebiet eben verschiedenen Gruppen, bzw. sie genossen dort bestimmte Rechte. Diese Rechte wurden in ihrer Gültigkeit durch Rituale und Zeremonien beständig verlängert und mehr oder minder öffentlich verdeutlicht. Diese Rechte gehörten dabei bestimmten Vorfahren, die sie an die Heutigen vererbt haben. So werden Territorien zu Räumen von Itinerarien entlang vererbter Rechte und Pflichten. Und so können auch mehrere Stämme ein Gebiet oder eine bestimmt Stätte gemeinsam besitzen.
Jenseits dieser engeren Gebiete gibt es den Bereich der verfügbaren Verwandtschaft bis weit hinein in „fremde“ Gebiete, das gemeinsame Verteidigungsgebiet, der Einzugsbereich regelmäßiger Potlatche, die Bereiche von Kanu-Wettbewerben, des traditionellen Reise- und Handelsgebiets, die Gemeinsamkeiten schaffen. So entsteht ein System ineinander gefügter „Grenzen“.
Dazu kommt ein weiteres Konstrukt, nämlich der Begriff „traditionell“. Er erweckt den Anschein einer festen, unverrückbaren Fügung in einem Gebiet, in dem auch vor der europäischen Masseneinwanderung eine hohe Fluktuation mit beweglichen Ansprüchen existierte.
Territorium ist also gewissermaßen keine Beziehung zu einem Rohstoff, sondern eine Art, Verwandtschaft zu ordnen und Beziehungen zu teilen. Dabei ist die Art, wie die Rollen von Gast und Gastgeber wahrgenommen werden, äußerer Ausdruck dieser Beziehungspflege.
Bei den Cowichan ist der Begriff für Grenze dementsprechend  xutsten, also so etwas wie Zeichen, Marke, Anzeiger. Auch der Begriff  q’uluxutstun existiert, der so viel wie Zaun oder Einzäunung bedeutet. Doch diese Zäune waren ausschließlich für Tiere gedacht. 
Der Indian Act trennte nicht nur Stämme, sondern auch Indianer innerhalb der Reservate (on reserve) und außerhalb (off reserve), schuf also neue soziale Grenzen ausschließlich entlang des fremden Konstrukts der (Reservats-)Grenze. Außerdem sahen sich Menschen, die in verschiedenen Stämmen Verwandte hatten, plötzlich nur einer dieser Gruppen zugeordnet. Daher kommen auch die statistischen Probleme, die das Ministry of Indian and Northern Affairs hat, das immer genau differenziert, wer innerhalb und wer außerhalb des Reservats lebt, und vor allem, wer in „anderen“ Reservaten lebt. Vor diesem Hintergrund eine geradezu unsinnige Kategorie, die dennoch ihre Auswirkungen hatte. So durfte lange Zeit nur derjenige Indianer an den Wahlen der Chiefs (Häuptlinge) teilnehmen, der auch im Reservat gemeldet war und den formalen Status eines Indianers besaß.
Früher war Verwandtschaft die Voraussetzung, um überhaupt reisen zu können. Man musste am Zielort nur Verwandte aufweisen können. Eine soziale Welt, deren Hauptkriterium Verwandtschaft ist, kollidiert beständig mit Reservatsgrenzen, Territorien, internationalen Grenzen, vor allem der zwischen Kanada und den USA.
Grenzen werden dann virulent, wenn es um Übernutzung von natürlichen Ressourcen geht. So werden gelegentlich die Nachbarn ausgesperrt, um Überfischung zu verhindern. Sie schaffen aber auch eine aufgezwungene Distanz zwischen den Stämmen.
Als die nördlichen Stämme auf einer ihrer Sklavenjagdfahrten nach Süden kamen, trafen sie zuerst auf die Lyackson. Die Chemainus holten die Überlebenden zu sich. Als die Nachkommen dieser Überlebenden von Typhus befallen wurden, flohen sie nach Gabriola Island, nach False Narrows. Dort beerdigten sie die Toten und die, die unterwegs gestorben waren. Dort liegen also heute noch Lyackson-Gräber. Dabei verwiesen die Nachkommen, die ja längst zu den Chemainus zählten, in ihren Berichten und Geschichten immer von der Tatsache, dass diese Lyackson ihre Vorfahren seien. Dort lag ihre rituelle Maske und von dort kommt das Lied für den Maskentanz. So blieb immer klar, dass es keine verschiedenen Nations gab, sondern dass die Verwandtschaft alle mit allen verband. Kam Besuch aus einer anderen Verwandtschaftsgruppe, so gehörte er zur Familie. Manchem wurde sogar ein ganzes Haus freigehalten, falls er zu Besuch kam. 
Daher sind Grenzen für manche eine koloniale Strategie. Indian Affairs versucht den Salish einzureden, sie gehörten nur zu einem Stamm, doch das ist so gut wie nie der Fall. „Am I going to be divorced from all my family ties?“ fragte einer der Salish angesichts der Tatsache, dass er Vorfahren aus einem halben Dutzend verschiedener Salish-Stämme hatte.
Einige der Stämme sind durch den Indian Act definiert, wie die Tsawwassen oder Snuneymuxw First Nation, andere sind eher Teil einer linguistischen oder kulturellen Gruppe, wie die Hul’qumi’num Treaty Group, wieder andere sind politische Bündnisse, die kulturelle oder Sprachgrenzen überschreiten, wie die Te’mexw Treaty Association.  Dies widerspricht den Empfehlungen der Royal Commission on Aboriginal People von 1996. Sie wollte den Akzent auf selbst definierte Aboriginal Nations setzen.
Die Küsten-Salish haben versucht, ihre territorialen Ansprüche so auszudrücken, dass sie in die Welt der Verwaltungsorganisationen passten, zugleich aber die facettenreiche Beziehung zum Land zu vermitteln. Dabei orientierten sie sich oftmals an Entwässerungsgebieten von Flüssen, in denen sie lebten.
2001 entwarf die Hul’qumi’num-Gemeinschaft eine Karte, die auch marine Territorien einschloss. Die Benennung als s’olh tumuhw oder  stl’ulnup machte schon große Schwierigkeiten, da sie die Bedeutung des Begriffs Gebiet verschieden akzentuieren. Letzterer Begriff betont viel stärker die Vorstellung, dass auch alles im Boden dem Anspruch unterliegt.
Doch besteht die Befürchtung, dass die Verwandtschaft als Prinzip geschwächt, die Beschränkung auf Rechte in einem begrenzten Gebiet dagegen gestärkt wird. Andere fürchten, dass die römische Taktik des „divide et impera“, der Aufteilung des Salish-Gebiets jeden einzelnen Stamm scharf definiert und abgrenzt, womit jeder Einzelstamm für sich (gegen die Regierung) steht, zugleich aber leicht Animositäten untereinander entstehen könnten. Außerdem werde der Platz für zukünftige Generationen auf immer festgelegt, egal, wie zahlreich die Nachkommen einst sein mögen.
Die Karte der Küsten-Salish umreißt dagegen eine Linie um alle Salish-Gebiete. Dort finden sich Hinweise auf sprachliche Unterschiede, wie das Island, Downriver und Upriver Halkomelem oder Linien zu Jagd und Handelsgebieten wie Kamloops, Yakima und Warm Springs in Oregon.  Doch dieser Riesenanspruch traf seitens der Salish und vor allem der Regierung auf Widerstand. Vielleicht können Überlappungen von Stammesgrenzen eher als breite Zonen von Einschließung, Anerkennung und Gegenseitigkeit aufgefasst werden.